# Forças separatistas de Donbas
Forças separatistas pró-Rússia em Donbas são milícias e forças militares armadas afiliada às região separatistas de Donbas, no leste da Ucrânia, conhecidas como República Popular de Donetsk (RPD) e República Popular de Lugansk (RPL), que lutam contra as Forças Armadas Ucranianas na Guerra em Donbas e na Guerra Russo-Ucraniana. É designado como uma organização terrorista pelo governo ucraniano. Em setembro de 2022, a Rússia oficialmente anexou o RPD e RPL, e as milícias populares separatistas estão sendo integrados às Forças Armadas da Rússia.
Os paramilitares separatistas foram formados durante a agitação pró-Rússia de 2014 na Ucrânia. A "Milícia Popular de Donbas" (posteriormente a Milícia Popular de Donetsk) foi criada em março de 2014 por Pavel Gubarev, que se proclamou "Governador do Povo" do Oblast de Donetsk. Já o "Exército do Sudeste" (posteriormente a Milícia Popular de Luhansk) foi formada em abril de 2014 no Oblast de Luhansk. A Guerra em Donbas começou em abril de 2014 depois que esses grupos tomaram prédios do governo ucraniano no Donbass, equanto o governo ucraniano respondeu lançando uma "Operação Anti-Terrorista" para destruir os grupos separatistas.
Em setembro de 2014, as milícias armadas das repúblicas autoproclamadas em Donetsk e Luhansk se mesclaram para formar as Forças Armadas Unidas da Nova Rússia (em russo:  Объединённые Вооруженные Силы Новороссии), que deveria ser filiada à não reconhecida união política da Novorossiya (Nova Rússia). As duas milícias se tornaram o 1º Corpo de Exército (Donetsk) e o 2º Corpo de Exército (Lugansk). No entanto, o projeto da Novorossiya foi suspenso em maio de 2015 devido às lutas internas, entretanto, os dois exércitos separatistas ainda operariam de maneira unificada.
Durante a guerra de Donbass, grupos de extrema direita russos - principalmente de movimentos radicais neofascistas, neonazistas e supremacistas brancos  - participaram em campanhas de recrutamento de voluntários para lutar em Donbas. Os separatistas russos foram responsabilizados por crimes de guerra, entre eles o abate do Voo Malaysia Airlines 17 e o bombardeio indicriminado de Mariupol em 2015. As milícias também foram responsáveis por sequestros ilegais, detenções e torturas de civis do Donbass.
Os separatistas são apoiados pelas Forças Armadas da Rússia. A Ucrânia, os Estados Unidos e analistas consideram que os dois principais corpos de exército dos separatistas estão sob comando do 8º Exército de Armas Combinadas russo, que foi formado em 2017 em Novocherkassk, no oblast de Rostov. Embora o Governo da Rússia negasse envolvimento militar direto na guerra civil ucraniana, muitos russos com identificação foram capturados por soldados ucranianos. De Abril até Agosto de 2014, foram liderados pelo "Coronel Igor Strelok", pseudônimo de Igor Girkin, ex-agente do Serviço Federal de Segurança (FSB) e cidadão russo. Os Estados Unidos acreditavam que, entre 2014 e 2018, cerca de 30 000 russos serviram no leste da Ucrânia na região de Donbas. Os separatistas admitiram que recebem suprimentos da Rússia e muitos dos seus milicianos e oficiais chegaram a receber treinamento militar em solo russo. A BBC reportou que vários oficiais das tropas separatistas eram de fato cidadãos russos. Em agosto de 2014, Alexander Zakharchenko, então chefe da República de Donetsk, chegou a afirmar que entre 3 000 e 4 000 voluntários russos lutavam por sua milícia, o que incluía soldados ativos e aposentados do exército russo. Alega-se que desde setembro de 2015, as unidades separatistas, no nível de batalhão e acima, estão agindo sob o comando direto de oficiais das forças armadas russas, com ex-comandantes locais às vezes servindo como seus adjuntos.
Com a invasão russa da Ucrânia em 2022, as forças separatistas de Donbas iniciaram um processo de mobilização em massa que viu grandes partes da população de homens de Donbas conscritos para lutar pela Rússia. O papel dos conscritos do Donbas pelas forças russas foi descrito como "bucha de canhão" e por novembro, a taxa de baixas relatada das forças separatistas era de quase 50%, de acordo com fontes separatistas oficiais, e presume-se que é possivelmente maior de acordo por observadores externos.

## História

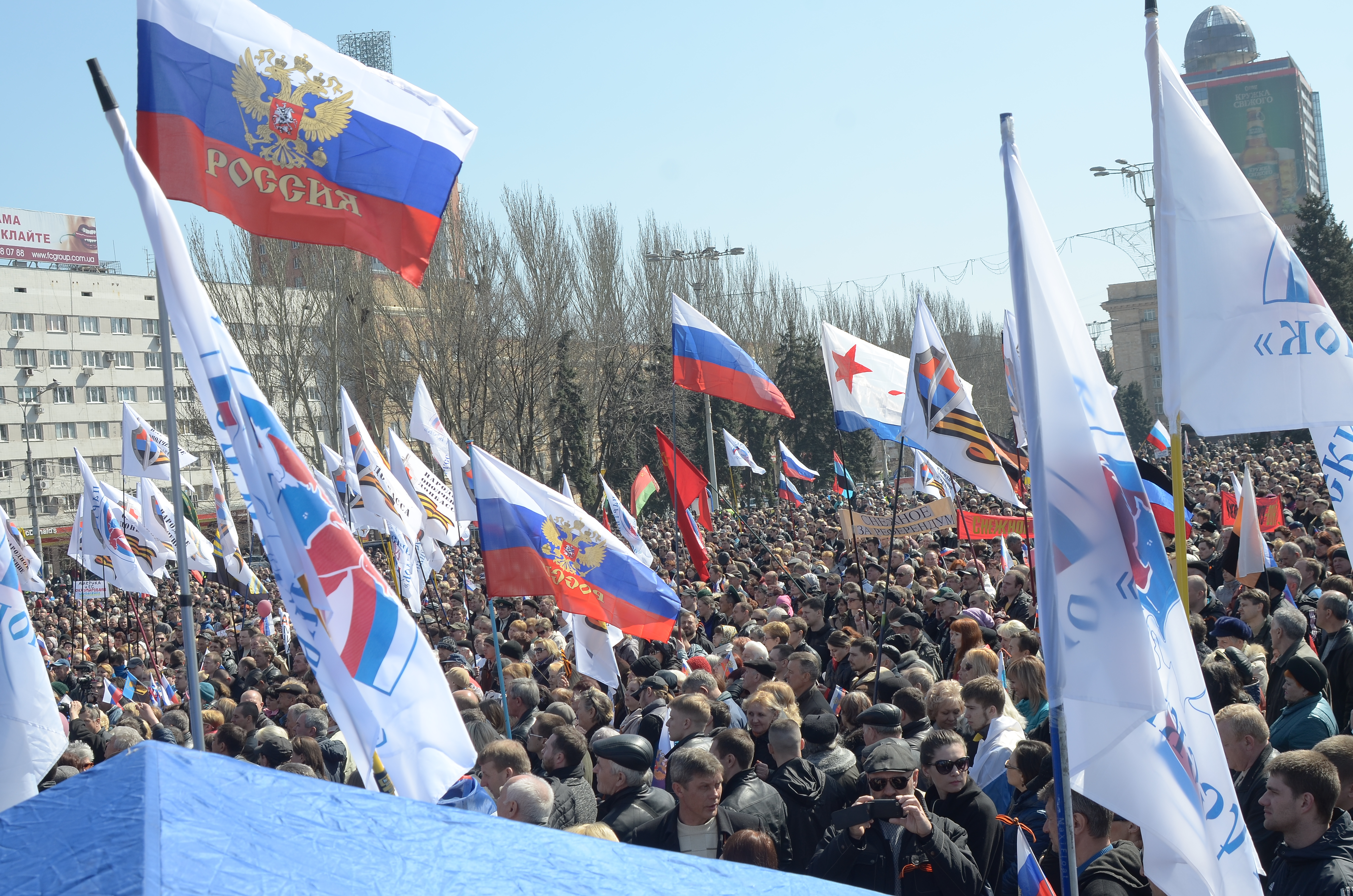
Pessata pró-Rússia em Donetsk em 6 de abril de 2014

Em 3 de março de 2014, durante os distúrbios pró-Rússia de 2014 na Ucrânia, quando 11 cidades ucranianas com populações significativas de russos étnicos explodiram em manifestações contra o novo governo ucraniano, grupos de manifestantes assumiram o controle do prédio da administração regional em Donetsk. Um grupo armado de oposição recém-criado chamado Milícia Popular de Donbas, liderado por Pavel Gubarev, participou.  Em 6 de abril de 2014, 2.000 manifestantes pró-Rússia se reuniram em frente ao prédio da administração regional. No mesmo dia, grupos de manifestantes no leste da Ucrânia invadiram o prédio da administração regional em Kharkiv e a sede da SBU em Luhansk. Os grupos criaram um conselho popular e exigiram um referendo como o realizado na Crimeia. Em poucos dias, vários prédios governamentais em cidades como Kramatorsk e Sloviansk também foram invadidos. Em 12 de abril, os partidários da República Popular de Donetsk e membros da Milícia Popular de Donbas montaram postos de controle e barricadas em Sloviansk. No mesmo dia, ex-membros da unidade de polícia "Berkut" de Donetsk se juntaram às fileiras da Milícia Popular de Donbas.

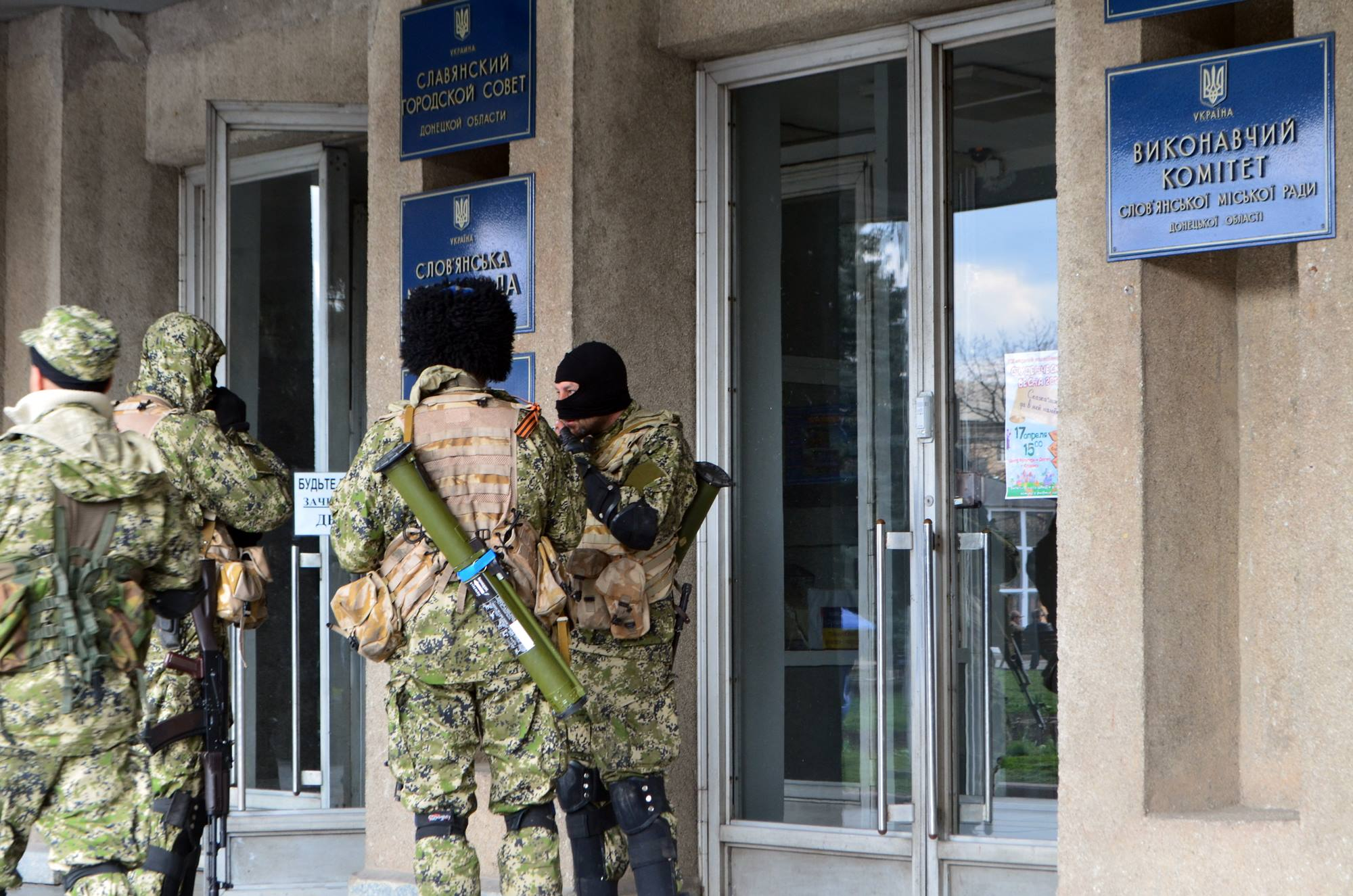
Conselho da cidade de Sloviansk sob o controle das forças separatistas em 14 de Abril de 2014

Em 13 de abril, o recém-criado governo ucraniano deu aos separatistas um prazo para desarmar ou enfrentar uma "campanha antiterrorista em grande escala" na região. Mais tarde naquele dia, chegaram os primeiros relatos de combates entre a milícia popular e as tropas ucranianas perto de Sloviansk, com baixas de ambos os lados. Em 14 de abril, membros da Milícia Popular de Donbas bloquearam caminhões militares ucranianos KrAZ armados com mísseis Grad de entrar na cidade. Em 15 de abril, uma "Operação Antiterrorista" em grande escala foi lançada pelo governo ucraniano com o objetivo de restaurar sua autoridade sobre as áreas tomadas pela milícia.
Em 16 de abril, a milícia entrou em Sloviansk com seis veículos de combate de infantaria anfíbio aerotransportado BMD-1 que eles obtiveram de elementos da 25ª Brigada Aerotransportada que haviam trocado de lealdade. Uma coluna militar ucraniana foi desarmada depois que os veículos foram bloqueados por moradores em Kramatorsk. A milícia também recebeu um morteiro autopropulsado 120  mm. 2S9 "Nona-S" Em 20 de abril, um grupo armado não identificado em trajes civis atacou um posto de controle da milícia na entrada da cidade de Sloviansk. Três agressores e três membros da milícia foram mortos.

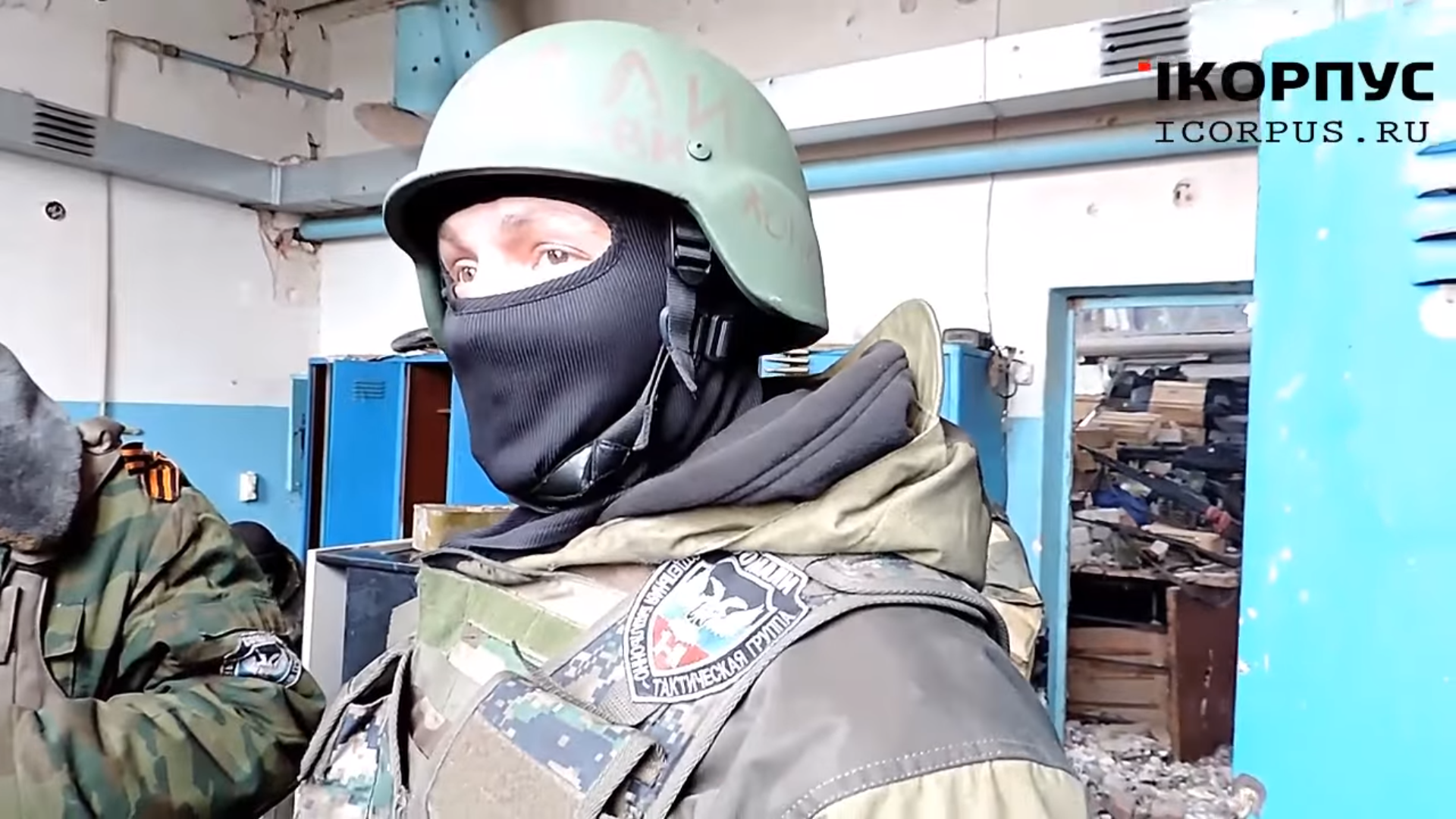
Soldado de Batalhão Somalia da RP de Donetsk durante a Batalha pelo Aeroporto Internacional de Donetsk em Novembro de 2014

Em 15 de maio, a Milícia Popular de Donbas enviou um ultimato a Kiev. Eles exigiram a retirada de todas as tropas ucranianas do oblast de Donetsk. Em 17 de maio, vários membros da milícia apreenderam dois veículos blindados desarmados BRDM de Severodonetsk e Lysychansk (Oblast de Lugansk)  Em 22 de maio, o Estado Federal de Novorossiya foi declarado. Em 23 de maio, vários membros da milícia popular apreenderam outro veículo blindado BRDM-RKh de Loskutovka (Oblast de Luhansk).
Em julho de 2014, o número de tropas estimada dos separatistas era de cerca de 10.000 a 20.000.
A milícia é a principal suspeita na queda de um avião civil, Malaysia Airlines Flight 17, em 17 de julho de 2014.

A bandeira da "Milícia Popular do Donbas", com as cores da RP de Donetsk e a Fita de São Jorge. Usada pela primeira vez em março de 2014 até a formação ser desfeita em setembro do mesmo ano

Em 8 de agosto, a milícia alegou que após batalhas perto da fronteira russa, eles haviam capturado 67 equipamentos em condições variadas (equipamentos reparáveis sem munição e combustível, com falhas, danificados em batalha e completamente inutilizáveis), incluindo 18 sistemas de lançamento de foguetes múltiplos "Grad", 15 tanques e veículos blindados, obuses, Sistemas de defesa antiaérea portátil, etc. Em 12 de agosto, a milícia tinha pelo menos 200 veículos blindados.
Os meses de julho e início de agosto foram desastrosos para as milícias, com muitos analistas dizendo que estavam à beira da derrota, antes que uma contraofensiva repentina, formados por tropas das Forças Armadas da Rússia, cercou milhares de soldados ucranianos na cidade de Sloviansk e os forçou a bater em retirada. As milícias logo reconquistaram várias posições estratégicas, como Savur-Mohyla e o Aeroporto Internacional de Luhansk. Em16 de setembro de 2014, a República Popular de Donetsk (RPD) e da República Popular de Luhansk (RPL) se fundiram  para formar a Confederação da Novorosiya. As milícias da RPD e RPL viriam a se tornar parte das "Forças Armadas Unidas de Novorossiya". Foi formado sob o comando do tenente-general Ivan Korsun como comandante em chefe.
Em 2 de fevereiro de 2015, o chefe da RPD, Alexander Zakharchenko, anunciou que haveria uma mobilização geral na RPD de 10.000 voluntários, e ele pretendia expandir o Exército da Nova Rússia para 100.000 soldados. Em março de 2015, o número de tropas estimada dos separatistas subiu para 30.000 – 35.000 soldados. O governo ucraniano em meados de 2015 afirmou que havia cerca de 42.500 combatentes do lado dos separatistas, que incluem 9.000 soldados russos.
Em 20 de maio de 2015, a liderança do Estado Federal de Novorossiya anunciou o término do "projeto da confederação" mas as Forças Armadas Unidas foram mantidas como o serviço armado conjunto da RPD e da RPL.

### Invasão russa de 2022

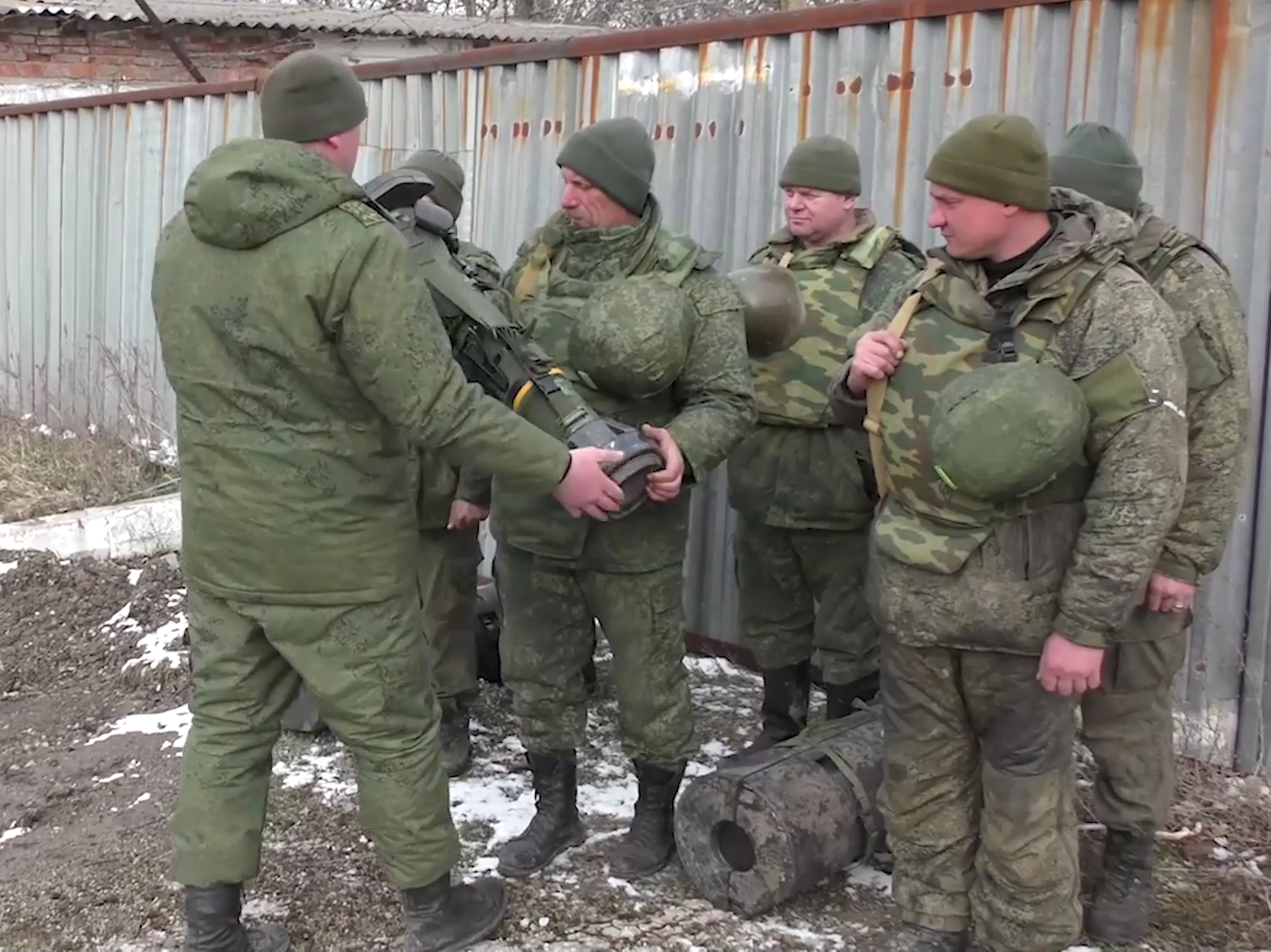
Soldados separatistas conscritos durante a Invasão Russa da Ucrânia em 2022

Durante o prelúdio da invasão russa da Ucrânia em 2022, a República Popular de Donetsk e Luhansk iniciou um processo de mobilização em massa de sua população para construir um exército para a invasão russa. Como não havia voluntários suficientes no exército separatista e o governo russo não estava disposto a iniciar a mobilização de sua própria população, homens de 18 a 65 anos de qualquer origem foram conscritos para formar o exército separatista. Grupos de oficiais da RPD/RPL percorriam as ruas em busca de homens dentro da faixa etária, prendendo e enviando para os escritórios de recrutamento qualquer um que encontrassem. Em algumas regiões, foram convocados até 80% dos funcionários de empresas locais, o que levou ao fechamento de minas (principal fonte de emprego no Donbas) e transporte público, resultando na paralisação das cidades e dos serviços públicos.
A maioria dos conscritos do Donbas é inexperiente, recebeu pouco ou nenhum treinamento e estava mal equipado, sofrendo de problemas de moral e pesadas baixas. O papel dos conscritos do Donbas pelas forças russas foi descrito como "bucha de canhão". Houve relatos de que algumas tropas foram equipadas pelos russos com rifles Mosin-Nagant da época da Primeira Guerra Mundial e e tanques T-62 do início da Guerra Fria.

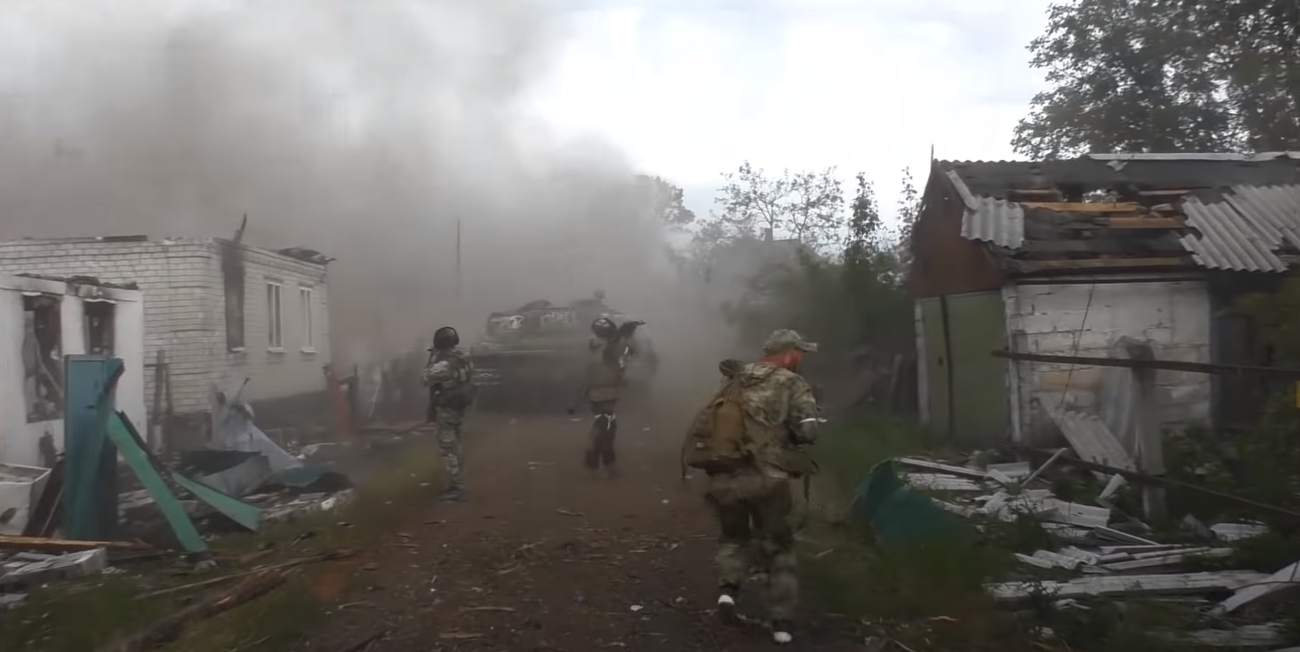
Tropas separatistas durante a Batalha de Lysychansk

Em novembro, o ouvidor da RPD informou que a milícia da RPD havia sofrido quase 20.000 baixas (tanto feridos em ação quanto morto em combate), traduzindo-se em uma impressionante taxa de baixas de 50%, com observadores externos acreditando que poderia ser maior.
O recrutamento em massa foi considerado um crime de guerra por alguns, já que o Artigo 51 da Quarta Convenção de Genebra proíbe o recrutamento forçado de soldados do território ocupado, mas as autoridades russas alegaram que eles fazem parte das nações soberanas independentes da República Popular de Donetsk e Luhansk. Após a "anexação" dos territórios ucranianos em setembro de 2022, os funcionários da ocupação russa começaram a recrutar homens ucranianos à força em partes ocupadas do oblast de Kherson e no oblast ocupado de Zaporíjia.
Em 31 de dezembro de 2022, Putin visitou o quartel-general do Distrito Militar do Sul na Rostóvia do Dom para apresentar as cores da batalha aos representantes das milícias e a uma academia de comando em Donetsk, referindo-se a eles como 1º Corpo de Exército de Donetsk e 2º Corpo do Exército de Guardas Luhansk-Sievierodonetsk. Em janeiro de 2023, o Ministério da Defesa russo anunciou que "agrupamentos de forças autossuficientes" seriam estabelecidos na Ucrânia e, em fevereiro, que quatro oblasts reivindicados pela Rússia no sudeste da Ucrânia foram colocados sob o comando do Distrito Militar do Sul das Forças Terrestres Russas. No dia 19 de Fevereiro, as Milícias Populares de Donetsk e Luhansk foram formalmente integradas na estrutura de comando das Forças Armadas Russas.

## Estrutura
As milícias consistem em diferentes grupos armados, juramentados à República Popular de Donetsk e à República Popular de Lugansk. Grupos militantes que se recusaram a fazê-lo foram considerados como gangues e grupos criminosos e desarmados.
De acordo com Ukrainskyi Tyzhden, um Comando Operativo de Donetsk criado em maio de 2016 pela Rússia para coordenar os esforços militares da República Popular de Donetsk. A Euromaidan Press informou em setembro de 2018 que as Forças Armadas Unidas de Novorossiya compreendiam dois corpos de exército: o 1º Corpo, chamado de "Milícia do Povo do DNR" e o 2º Corpo, chamado de "Milícia do Povo do LNR". As forças separatistas são comandadas por forças do Exército Russo do 8º Exército de Armas Combinadas.

## Equipamento
De acordo com o Armament Research Services (ARES), os rebeldes usaram principalmente equipamentos disponíveis internamente antes do Euromaidan. No entanto, eles também foram vistos com armas que não eram conhecidas por terem sido exportadas para a Ucrânia, ou de outra forma disponíveis lá, incluindo alguns dos modelos mais recentes de equipamentos militares russos, nunca exportados para fora da Rússia. De acordo com a República Popular de Donetsk, todo o seu equipamento militar é "equipamento que tiramos dos militares ucranianos". Entretanto, foi observado que as forças separatistas receberam equipamento militar da Rússia, incluindo vários sistemas de lançamento de foguetes e tanques. Em agosto de 2014 , o ministro da Defesa ucraniano, Valeriy Heletey, disse que a prova do fornecimento de armas da Rússia era que os combatentes da Milícia Popular de Donbass estavam usando armas de fabricação russa nunca usadas (ou compradas) pelo exército ucraniano.
Tais equipamentos exclusivamente russos vistos com separatistas pró-russos incluem modificações russas de tanques T-72 (particularmente T-72B3 e T-72BA vistos destruídos na Ucrânia ), veículo de combate de infantaria BTR-82 AM (adotado na Rússia em 2013), veículos blindados BPM-97, sofisticado sistema antiaéreo Pantsir-S1, veículo blindado de combate GAZ Vodnik (adotado na Rússia em 2005), Modificações russas do MT-LB, lança-mísseis MRO-A, míssil antitanque 9M133 Kornet, rifle anti-material ASVK, rifle sniper suprimido VSS Vintorez e outros.

## Ideologia
A principal ideologia dos separatistas é o Nacionalismo russo, com o movimento sendo classificado de extrema-direita. A historiadora francesa Marlène Laruelle divide a ideologia nacionalista russa dos separatistas de Luhansk e Donetsk como: "Fascista" (incluindo o neonazismo), "Ortodoxo" (Fundamentalismo cristão) e "Soviético" (Neossovietismo).

Bandeira do Batalhão Esparta, que usa como base o tricolor amarelo-branco-preto do Império Russo, um símbolo nacionalista russo.

Os membros mais influentes dentro dos separatistas são nacionalistas e neoimperialistas, que vêm o conflito como forma de reviver o Império Russo e/ou União Soviética. Igor "Strelkov" Girkin, comandante das milícias separatistas é um etnonacionalista e defensor da união da Federação Russa, Ucrânia, Bielorrússia e outras terras russas em um único estado pan-russo".
Movimentos neofascistas, neonazistas e supremacistas brancos da Rússia tem participado em campanhas de recrutamento de voluntários para lutar em Donbas. Grupo incluem o movimento neonazista União Nacional da Rússia, o partido "A Outra Rússia", sucessor do Partido Nacional-Bolchevique (Nazbol) e o Partido Eurásia do ideólogo neofascista Alexandr Dugin. Um artigo na revista Dissent observou que "apesar de sua parafernália neo-stalinista, muitos dos nacionalistas de língua russa que a Rússia apoia no Donbass são tão de direita quanto seus colegas do Batalhão Azov".
Os separatistas também foram acusados de Antissemitismo e intolerância religiosa, o ex-chefe da República Popular de Luhansk Igor Plotnitsky acusou do Euromaidan de ter sido organizado por uma cabal judaica, enquanto houve ataques contra a comunidade judaica em Donbas. O "Exército Ortodoxo Russo", uma unidade de extremistas ortodoxos, é acusado de ataques contra judeus, católicos e protestantes. Em Junho de 2014, a unidade fez uma chacina de membros de uma igreja pentecostal em Sloviansk.
As forças separatistas também fizeram o recrutamento de voluntários estrangeiros, vindos principalmente da Europa e uma minoria da América do Norte. Muitos vem de movimentos radicais ou defendem ideologias de extrema-direita, as motivações para esses combatentes incluem a crença de que estão lutando contra os interesses americanos e ocidentais e que Vladimir Putin é um baluarte dos "valores brancos europeus tradicionais" que eles devem apoiar contra o "Ocidente decadente". Algumas nacionalidades tem unidades próprias dentros das fileiras separatistas, como os nacionalistas húngaros da "Legião de São Stefano", os nacionalistas búlgaros "Amanhecer Ortodoxo" e a unidade Chetnik sérvia "Destacamento Jovan Šević". As unidades foram dissolvidas após 2014.

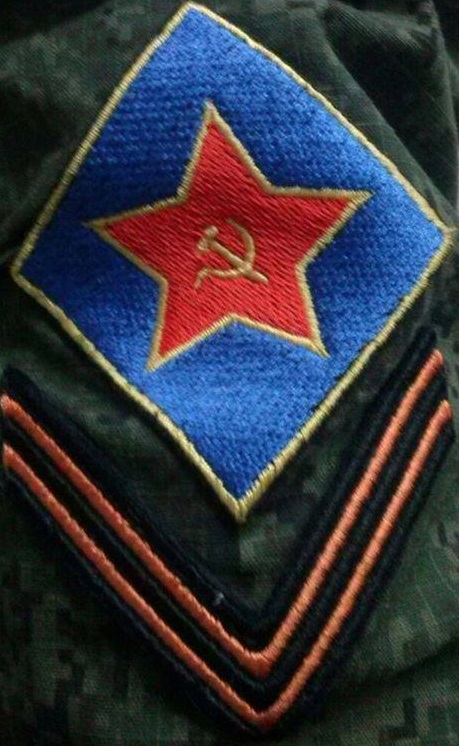
Insígnia alternativa da Brigada Prizrak com a foice e martelo

Em 2022, durante o Cerco de Mariupol, um membro do Batalhão Somalia foi visto vestindo um Totenkopf (usado pela 3ª Divisão SS Panzer e pelo SS-Totenkopfverbände) e um Valknut em seu braço enquanto recebia uma Condecoração do Presidente da RP de Donetsk Denis Pushilin por "matar nazistas"; ambos os símbolos estão associados ao neonazismo. O vídeo foi postado nos canais oficiais da RP de Donetsk antes de ser deletado.
Voluntários de extrema-esquerda também foram lutar pelas forças pró-Rússia, acusando o governo ucraniano de ser um "estado fascista" e, assim, buscando se engajar em uma "luta antifascista". No entanto, voluntários esquerdistas cooperaram com grupos de extrema direita e combatentes estrangeiros em Donbas. Uma pequena quantidade de socialistas espanhóis viajou para a Ucrânia para lutar pelas forças separatistas. Os combatentes espanhóis estabeleceram sua própria unidade, conhecida como Brigada Internacional Carlos Palomino, que luta sob a bandeira da Segunda República Espanhola. A unidade foi dissolvida cerca de 2017. Muitos desses também se alistaram na Brigada Prizrak, liderada pelo comandante Aleksei Mosgovoi.

## Relação com a Rússia
À medida que o conflito se intensificava, a Milícia Popular de Donbas foi reforçada com muitos voluntários da antiga União Soviética, principalmente da Rússia; incluindo combatentes da Chechênia e da Ossétia do Norte.
De acordo com o governo ucraniano e o Departamento de Estado dos Estados Unidos, a Milícia Popular de Donbas recebeu equipamentos militares da Rússia, incluindo Tanques russos e Lançadores múltiplo de foguetes. A Rússia negou o fornecimento de armas e descreveu os cidadãos russos que lutam com a Milícia Popular de Donbas como "voluntários". A República Popular de Donetsk afirmou em 16 de agosto de 2014 que havia recebido (junto com 30 tanques e 120 outros veículos blindados de origem não revelada) 1.200 "indivíduos que passaram por treinamento durante um período de quatro meses no território da Federação Russa". O primeiro-ministro da RPD, Alexandr Zakhartchenko, disse em agosto de 2014 que não havia recebido equipamento militar da Rússia; e todo o seu equipamento militar era "equipamento que tiramos dos militares ucranianos".
Alguns membros feridos receberam cuidados médicos na Rússia. Em meados de agosto de 2014, hospitais como o Hospital Central de Donetsk em Donetsk (Rússia), no Oblast de Rostov na Rússia, atendiam entre dez e vinte combatentes feridos diariamente. O Ministério de Emergência da Rússia auxiliou na logística do tratamento.
Tropas Russas estiveram envolvidas pessoalmente no conflito a partir de Agosto de 2014, quando as forças ucranianas pareciam prontas próximas da vitória no que foi chamado de uma "invasão sorrateira", tropas regulares russas entraram em território ucraniano e começaram a participar de operações de combate ao lado de forças separatistas, servindo como um multiplicador de força. Um relatório afirmou que 42.000 soldados russos regulares de combate estavam envolvidos nos combates, com um pico de força de 10.000 em dezembro de 2014. As formações rebeldes de Donetsk e Luhansk foram descirtas como "bucha de canhão".
Como a invasão russa, oficiais das Forças Armadas da Rússia tomaram controle direto de certas formações das forças separatistas. Em Junho de 2022, o General Roman Kutuzov comandava o 1º Corpo do Exército da RPD na Batalha de Severodonetsk. Kutuzov foi promovido a major-general pela Rússia postumamente.

## Fotos

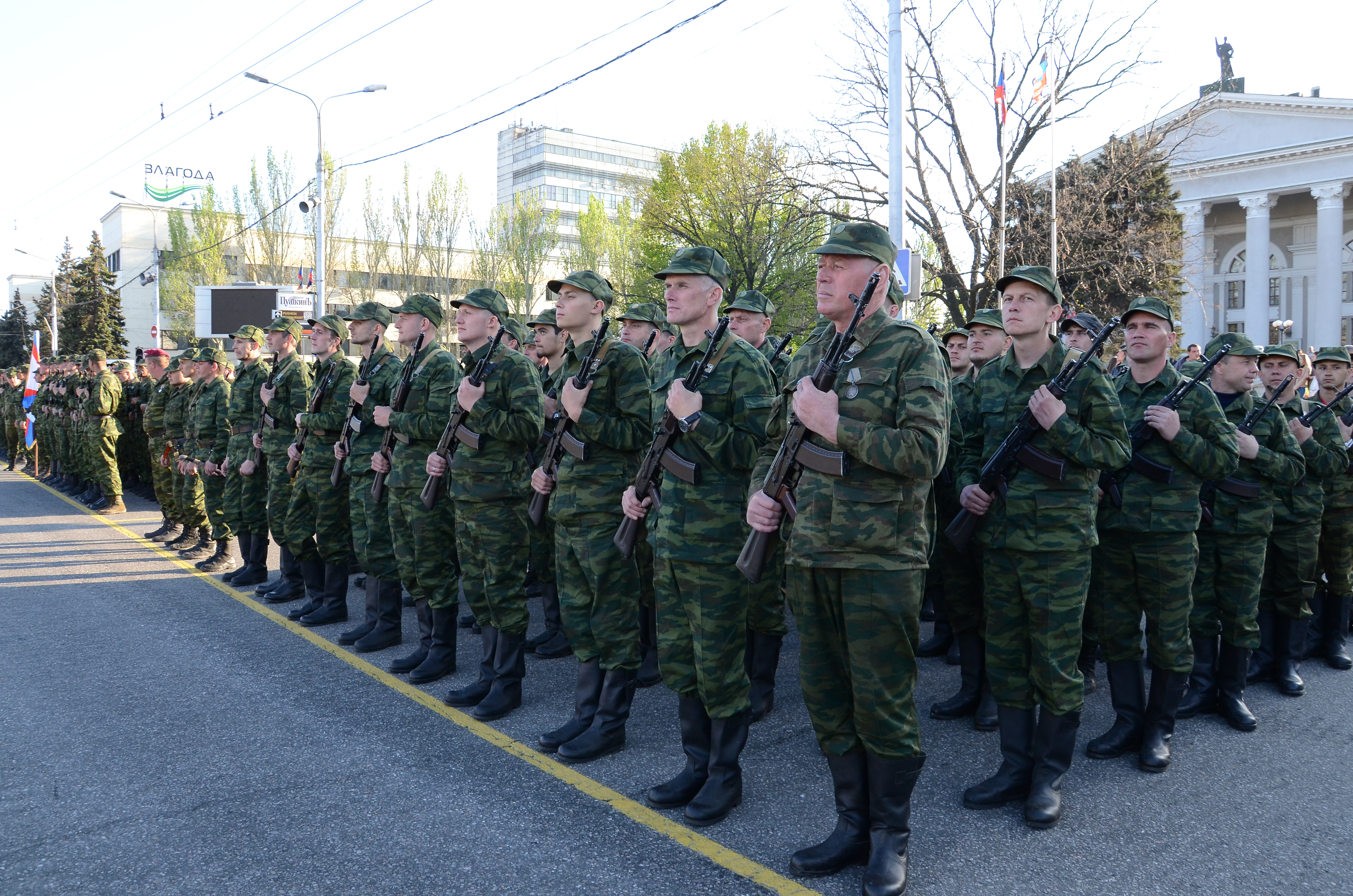
Militares da região de Donbass, armados e financiados pela Rússia.
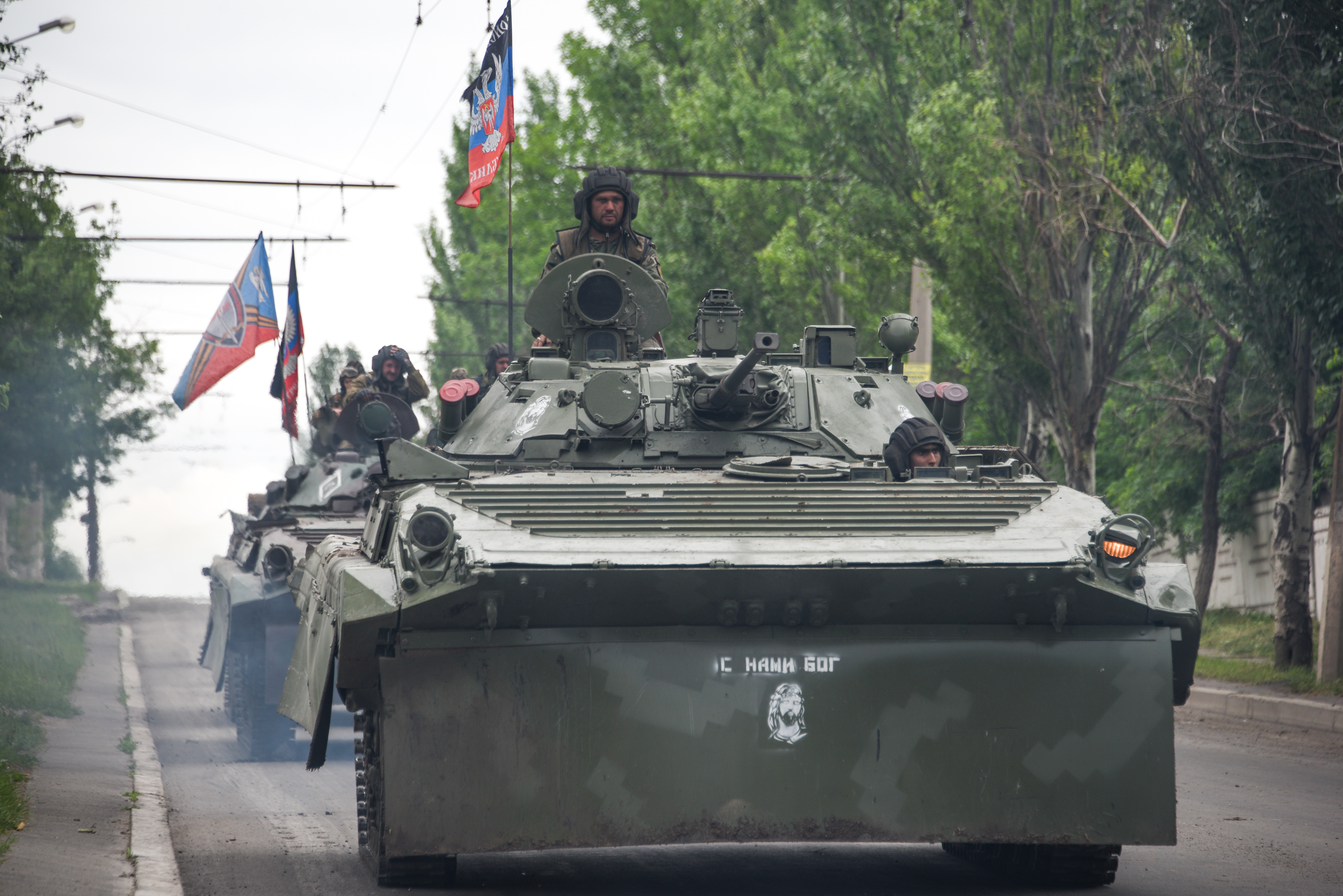
Um comboio de veículos militares próximo de Donetsk, em maio de 2015.
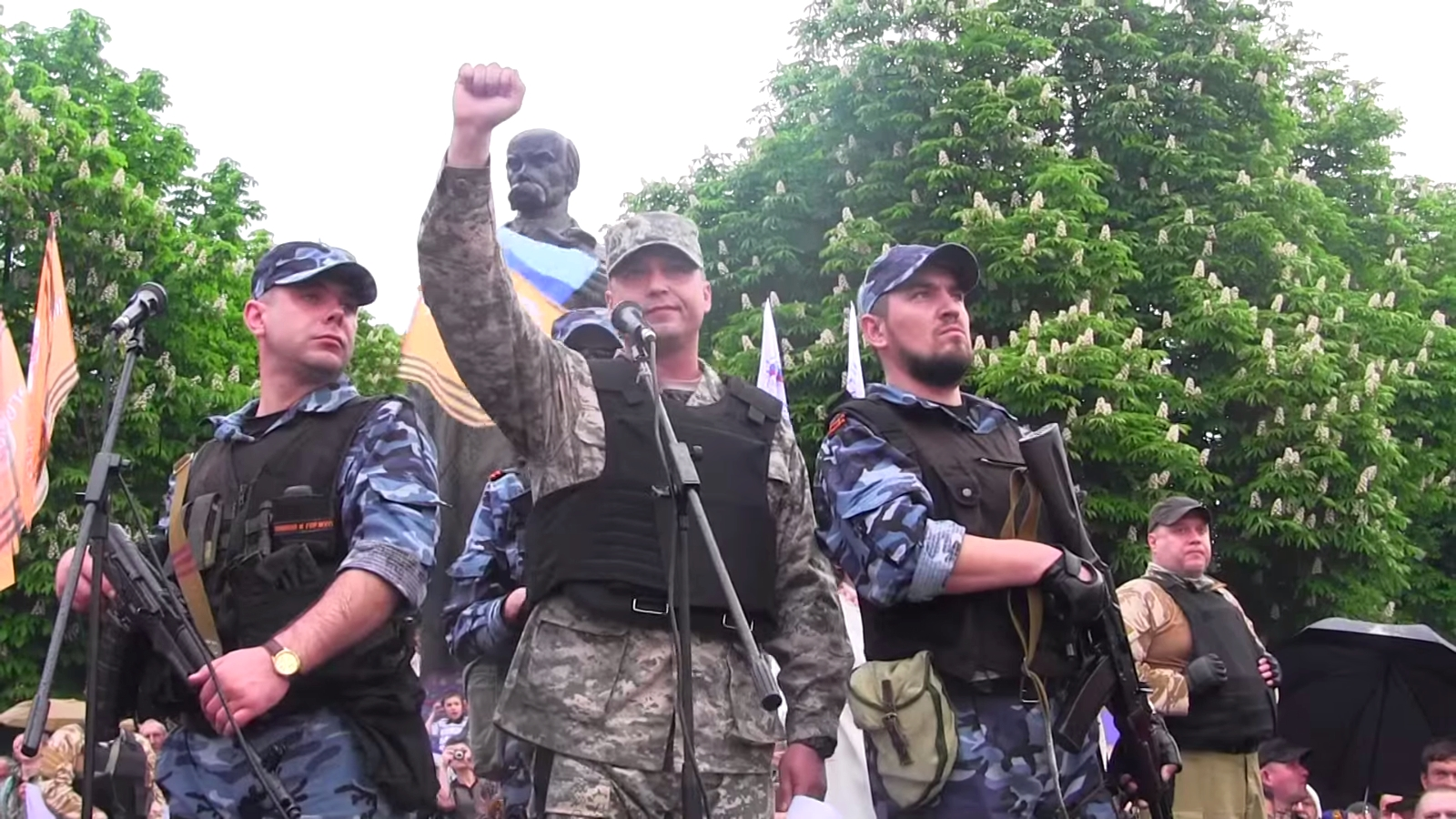
Soldados da Milícia popular de Lugansk.
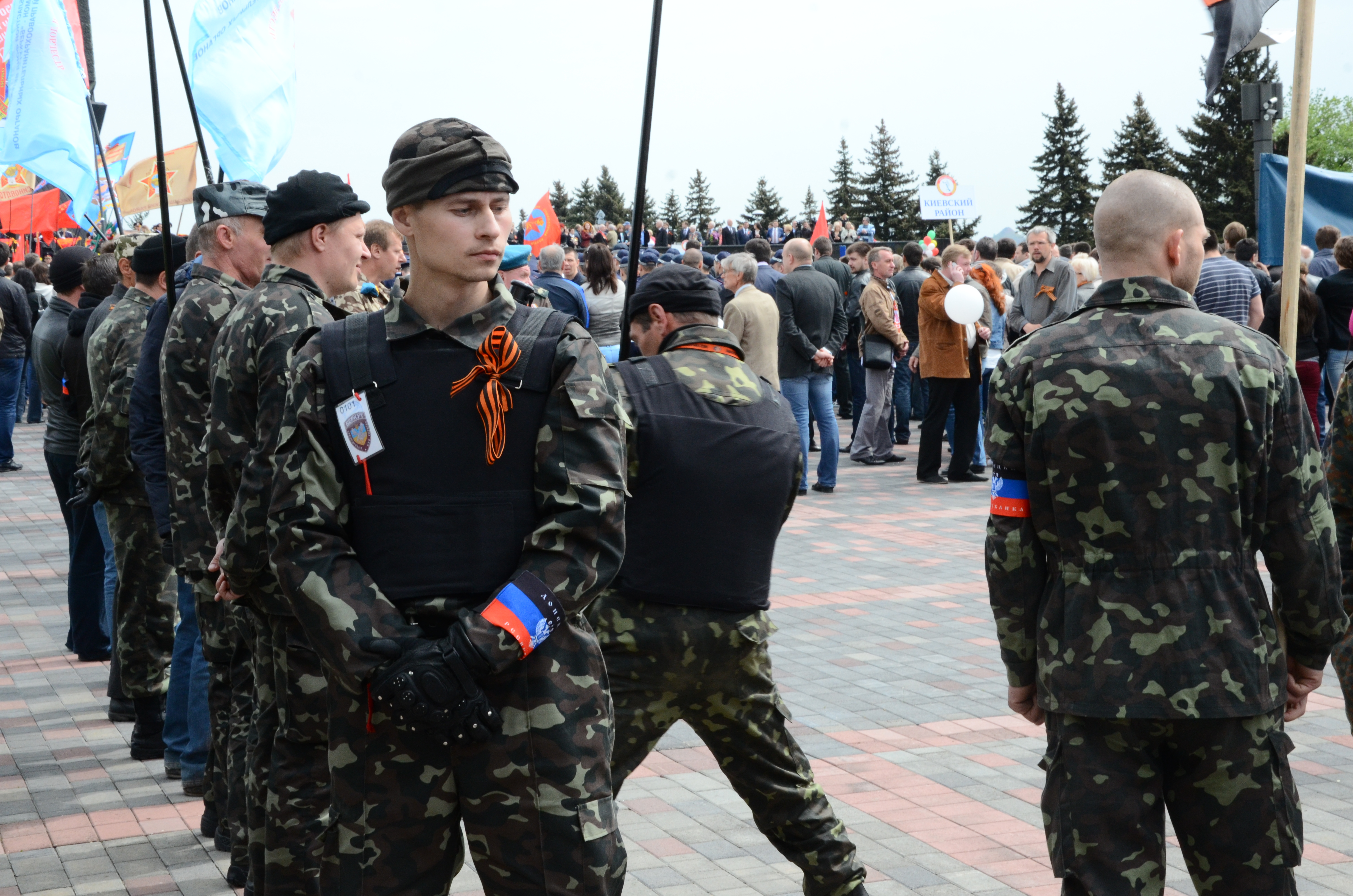
Milicianos de Donetsk.
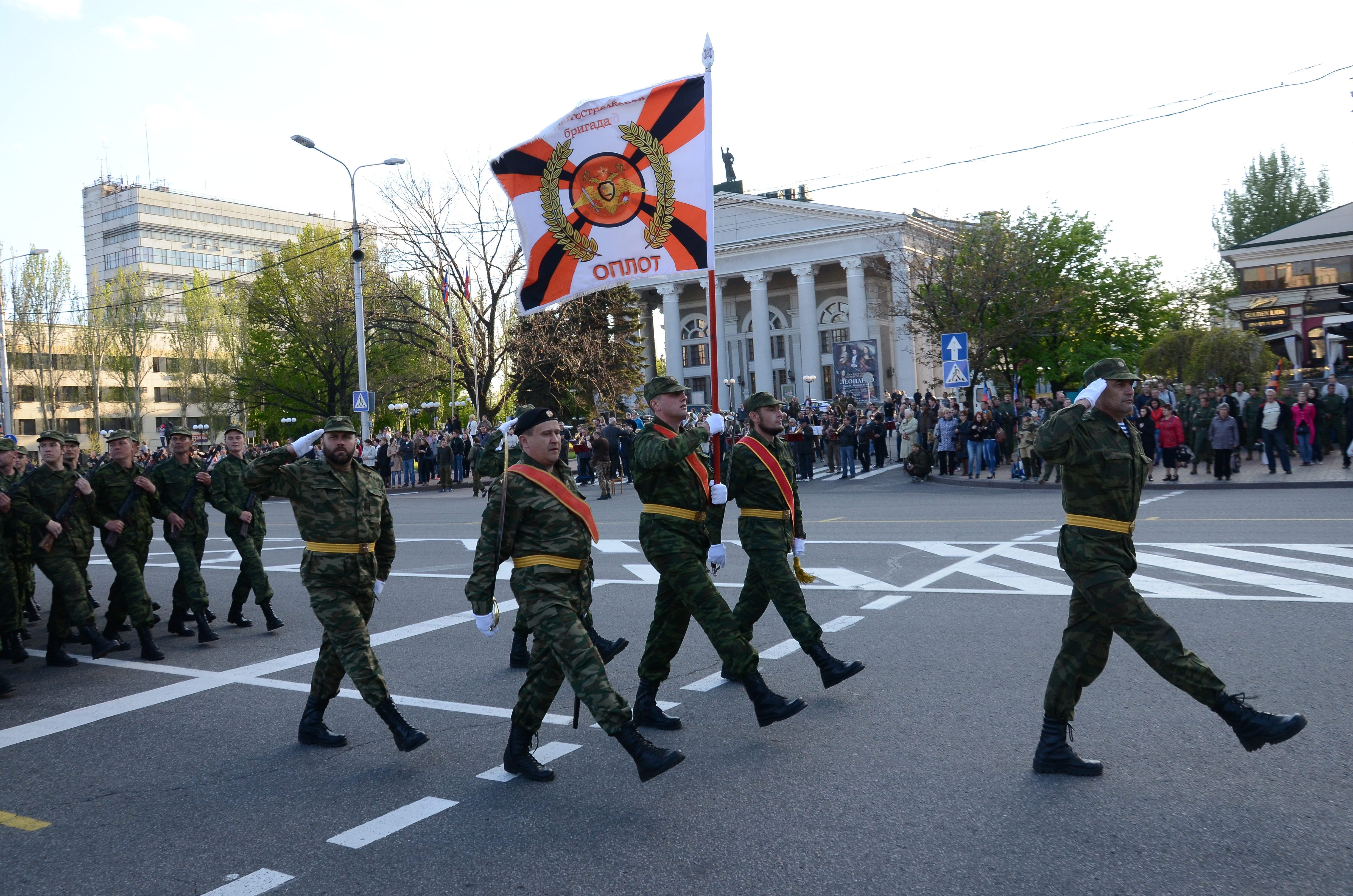
Soldados da Brigada Oplot, num ensaio para o desfile do Dia da Vitória, em 2015.
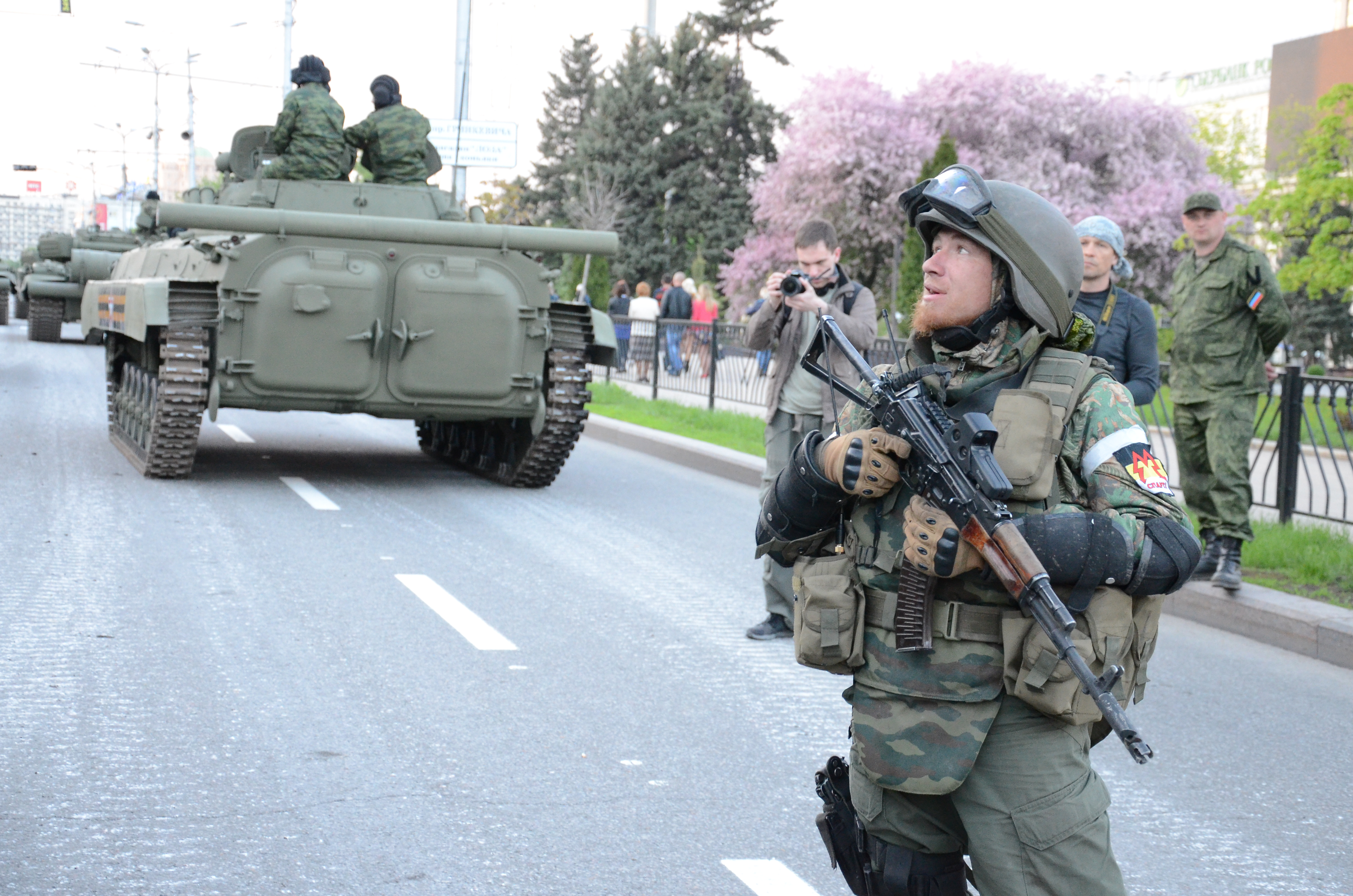
Militares do "Batalhão Esparta".